# Egbyåsen
Egbyåsen är en del av Lännäsåsen i Örebro kommun. På Egbyåsen växer backsippor i riklig mängd under slutet av april–första hälften av maj. Egbyåsen är ett naturminne.